# 鹬蚌相争
《鹬蚌相争》是一部中国上海美术电影制片厂制作的水墨动画短片，根据《战国策·燕策》中鹬蚌相持的故事改编而成。该片获得了南斯拉夫第六届萨格勒布际动画电影节特别奖、第十三届柏林国际短片电影节银熊奖、以及加拿大多伦多国际动画电影节特别奖等多个奖项。

## 剧情简介
一位渔翁先后尝试捕捉一只鹬和一只蚌，但都未能得手。一只小鸟捕到一条蚯蚓，却被蚌抢去，蚌正欲食用，又被鹬夺得并吞下肚。蚌很生气，与鹬发生争打。鹬于是捉来一条鱼送到蚌身旁欲与之和解，但蚌并不领情。鹬和蚌便大打出手。渔翁在一旁目视了这一切，趁机将缠斗在一起的鹬和蚌一并抓获。